# 陳甘美華

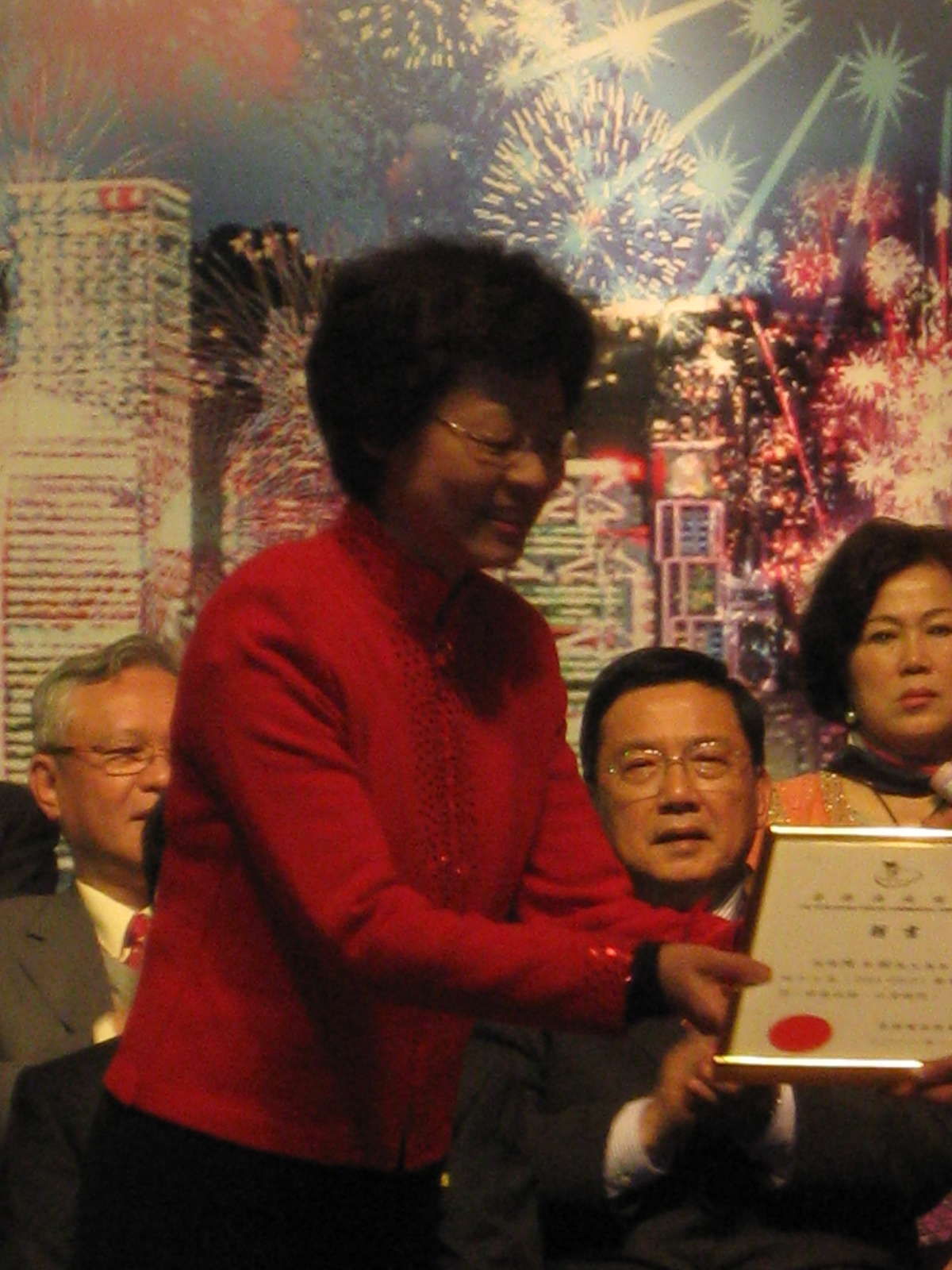
陳甘美華

陳甘美華，SBS（1956年1月4日—），前香港政務官，曾任民政事務總署署長。

## 簡歷
陳甘美華早年就讀瑪利諾修院學校，取得利茲大學理學士學位。於1977年10月加入政務職系，並於2002年7月晉升為首長級甲級政務官。她曾於多個政府部門工作，包括前社會事務科、社會福利署、前財政科、前區域市政總署、前副布政司辦公室、前工商科、前銓敘科、前金融科及中央政策組。 
陳甘美華所任的重要職位包括：
- 1994年12月至1995年8月：保險業監理專員
- 1995年9月至1996年2月：副財經事務司
- 1996年3月至1999年2月：強制性公積金辦事處處長
- 1999年2月至2000年6月：律政司政務專員
- 2000年6月至2003年6月：勞工處處長
- 2003年6月30日至2016年4月11日：民政事務總署署長

2016年4月，正式退休並且卸任民政事務總署署長，謝小華接任。

## 個人生活
陳甘美華已婚，育有2名女兒。她對書畫頗有研究，並曾為民政事務總署的部門通訊《民采》的名稱題字。

## 榮譽
- 銀紫荊星章（S.B.S.）（香港2016年度授勳及嘉獎名單；2016年7月1日）[8]
- 官守太平紳士（J.P.）（1993年4月21日－2016年）[9]